# 19th Conference of the International Woman Suffrage Alliance
19th Conference of the International Woman Suffrage Alliance var en internationell konferens som ägde rum i Dublin i Irland 1961. Det var den nittonde internationella konferensen om kvinnors rättigheter som organiserades av International Alliance of Women. 